# マリア・テレジア・フォン・エスターライヒ＝エステ (1849-1919)
マリア・テレジア・フォン・エスターライヒ＝エステ（ドイツ語: Maria Theresia von Österreich-Este, 1849年7月2日 - 1919年2月3日）は、モデナ公国の公女。オーストリア＝エステ大公女。オーストリア＝エステ大公フェルディナント・カールとその妃エリーザベト・フランツィスカの長女で、バイエルン王ルートヴィヒ3世の王妃となった。全名はマリア・テレジア・ヘンリエッタ・ドロテーア（Maria Theresia Henrietta Dorothea）。異父妹にスペイン王アルフォンソ12世の王妃マリア・クリスティーナがいる。
1875年のモデナ公フランチェスコ5世の死去により、マリア・テレジアはジャコバイトの支持においてのイングランド女王メアリー4世、スコットランド女王としてはメアリー3世となった。マリア・テレジアは1919年に69歳で死去した。

## 子女
夫ルートヴィヒ3世との間に13人の子女をもうけた。
- ループレヒト・マリア・ルイトポルト・フェルディナント（1869年 - 1955年） - バイエルン王太子
- アーデルグンデ・マリー・アウグステ・テレーゼ（1870年 - 1958年） - ホーエンツォレルン侯ヴィルヘルムと結婚
- マリア・ルドヴィカ・テレジア（1872年 - 1954年） - カラブリア公フェルディナンド・ピウスと結婚
- カール・マリア・ルイトポルト（1874年 - 1927年）
- フランツ・マリア・ルイトポルト（1875年 - 1957年）
- マティルデ・マリア・テレーゼ（1877年 - 1906年） - ザクセン＝コーブルク＝ゴータ公子ルートヴィヒ・ガストンと結婚
- ヴォルフガング・マリア・ルイトポルト（1879年 - 1895年）
- ヒルデガルト・マリア・クリスティアーネ（1881年 - 1948年）
- ノートブルガ・カロリーナ・マリア・テレジア（1883年）
- ヴィルトルート・マリア・アリックス（1884年 - 1975年） - ウラッハ公ヴィルヘルム・カールと結婚
- ヘルムトルート・マリア・アマーリエ（1886年 - 1977年）
- ディートリンデ・マリー・ヨーゼファ（1888年）
- グンデリンデ・マリア・ヨーゼファ（1891年 - 1983年） - プレイジンク＝リヒテネック＝モース伯爵ヨハン・ゲオルクと結婚